# Adam Sałaciński

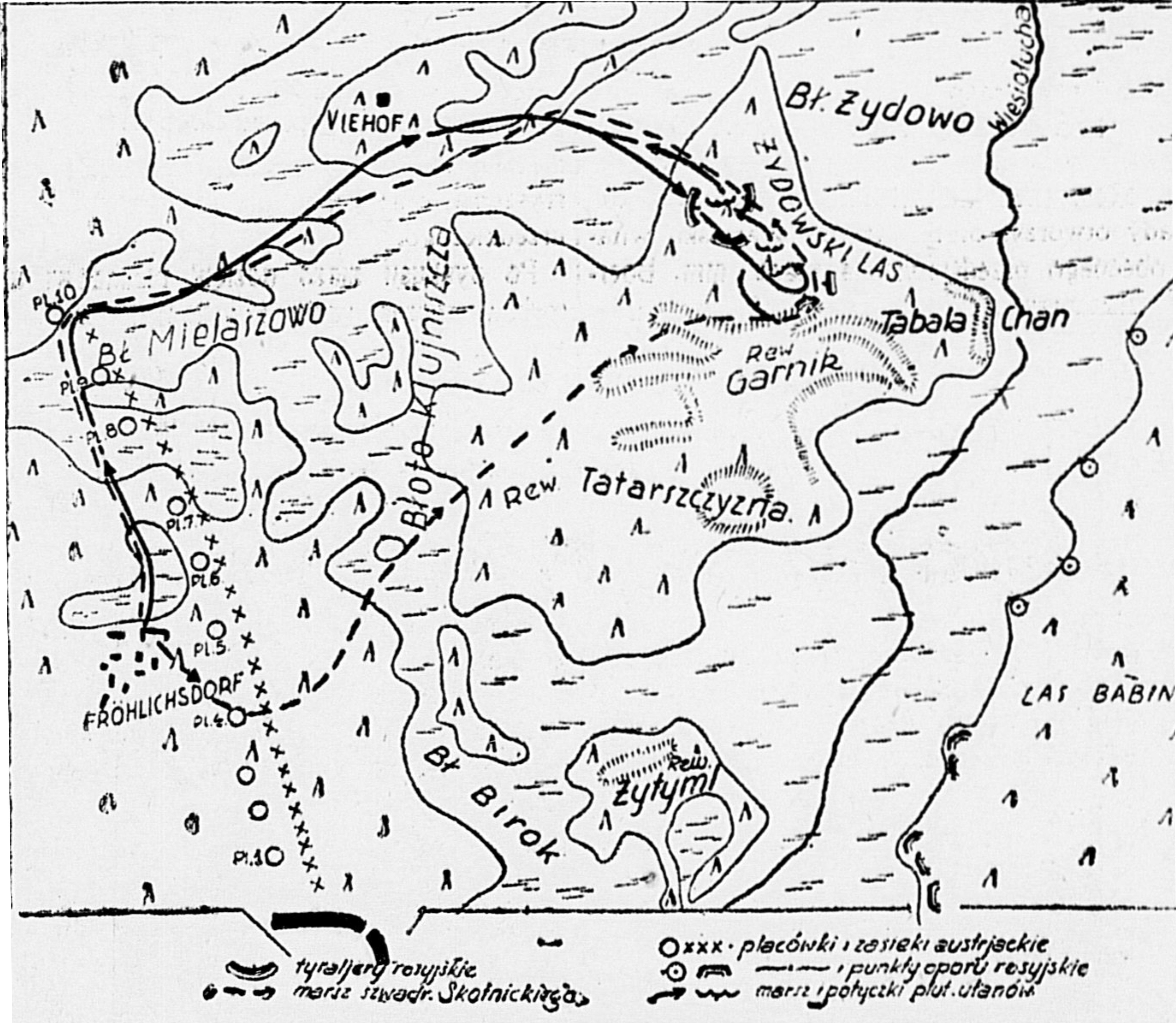
Patrol plutonu 1 puł Leg.

Adam Sałaciński (ur. 29 marca 1895 w Piotrkowie, zm. 13 marca 1916 w Fröhlichsdorfie) – ułan Legionów Polskich, działacz niepodległościowy, kawaler Orderu Virtuti Militari.

## Życiorys
Urodził się 29 marca 1895 w Piotrkowie, ówczesnej stolicy guberni piotrkowskiej, w rodzinie Walentego i Marii z Linków. Ukończył sześć klas szkoły realnej. Członek PPS.
W październiku 1914 zgłosił się do Legionów Polskich. Został wcielony do 3 szwadronu 1 pułku ułanów Legionów Polskich. W 1916 służył w plutonie dowodzonym przez podporucznika Śmigielskiego. 13 marca 1916 wyruszył na patrol pluton w którym służył. Oddział wpada w zasadzkę zorganizowaną przez Rosjan. Ranny zostaje ułan Kazimierz Bajgrowicz. Część plutonu odpiera atak nieprzyjaciela, reszta przygotowuje nosze do zabrania rannego. Zgodnie z raportem dowódcy szwadronu, w trakcie wycofywania się patronu w kierunku pozycji austriackich nastąpił atak Rosjan (60 – 70 żołnierzy). Ranny zostaje ułan Woyna. Wycofujący się pluton został otoczony przez Rosjan na bagnach lasu żydowskiego w okolicach Fröhlichsdorfu. Wachmistrz Tadeusz Ostrowski ps. „Oster”, dowodzący strażą tylną nakazuje dalszy odwrót a sam wraz z ułanami Konradem Kasprzykowskim i Adamem Sałacińskim chce powstrzymać natarcie Rosjan i dać czas plutonowi na przejście otwartej przestrzeni bagna. Rosjanie widząc tak niewielką liczbę broniących się ruszyli do ataku na bagnety. „Wachm. Ostrowski, napadnięty przez dwóch Rosjan, powala jednego z nich szablą, poczem odbiera sobie życie strzałem rewolwerowym w skroń. Pozostali dwaj bronią się dalej. Ułan Sałaciński pada ranny w nogę. Opadnięty przez Moskali, broni się rewolwerem, aż kona przebity w brzuch bagnetem i strzałem w usta. Następnie pada ranny w brzuch uł. Kasprzykowski. Dopada go dwóch Moskali, z których jeden, stwierdziwszy, że jest ranny, odstępuje kilka kroków i z wyzwiskiem obelżywem strzela do leżącego – chybia jednak, – a myśląc, że dobił, biegnie dalej”.
Za swoją postawę został uhonorowany Krzyżem Srebrnym Orderu Virtuti Militari. Miejsce spoczynku nie jest znane.
Rodziny nie założył.

## Ordery i odznaczenia
- Krzyż Srebrny Orderu Wojskowego Virtuti Militari nr 5400 – pośmiertnie 17 maja 1922[7][8]
- Krzyż Niepodległości – pośmiertnie 4 listopada 1933 „za pracę w dziele odzyskania niepodległości”[9][10][11]